# Liste fraktionsloser Mitglieder des 7. Europäischen Parlaments
Die Liste fraktionsloser Mitglieder des 7. Europäischen Parlaments enthält die Abgeordneten, die in der 7. Wahlperiode von 2009 bis 2014 zumindest übergangsweise nicht einer der Fraktionen des Europäischen Parlaments angehörten.
27 der 736 Abgeordnete waren zu Beginn der Wahlperiode fraktionslos, zum Ende waren es 33 von 766.

## Abgeordnete
| Land                   | Partei                                     | Europäische Partei | Sitze | MdEP | Anmerkung |
| ---------------------- | ------------------------------------------ | ------------------ | ----- | --- | --- |
| Belgien                | Vlaams Belang                              | EAF                | 2     | Philip Claeys Frank Vanhecke                                                                                          | Vanhecke bis 8. November 2011, dann EFD-Fraktion |
| Bulgarien              | Ataka                                      | EAF                | 2     | Dimitar Kinow Stojanow Slawtscho Binew                                                                                | Stojanow wurde im November 2011 aus Ataka ausgeschlossen; Binew verließ Ataka im September 2011, zum 11. Dezember 2012 schloss er sich der EFD-Fraktion an |
| Frankreich             | Front National/EAF                         | AENM               | 3     | Bruno Gollnisch Jean-Marie Le Pen Marine Le Pen                                                                       | |
| Irland                 | –                                          | –                  | 1     | Nessa Childers | ab 17. September 2013, zuvor S&D-Fraktion, gewählt für Irish Labour Party |
| Italien                | Lega Nord                                  | MELD               | 1     | Oreste Rossi Mario Borghezio                                                                                          | Rossi 12. Juni 2013 bis 2. Juli 2013, zuvor EFD-Fraktion, danach EVP-Fraktion; Borghezio ab 30. Juni 2013, zuvor EFD-Fraktion |
| Italien                | –                                          | –                  | 1     | Franco Bonanini | 12. April 2013 (nachgerückt), gewählt für PD |
| Niederlande            | Partij voor de Vrijheid                    | –                  | 5     | Laurence Stassen Lucas Hartong Auke Zijlstra Patricia van der Kammen Daniël van der Stoep Louis Bontes Barry Madlener | Hartong ab 22. Juni 2010; Zijlstra ab 13. September 2011; van der Kammen ab 3. Oktober 2012; van der Stoep bis 31. August 2009, wieder ab 15. Dezember 2011 durch Parlamentserweiterung auf Grund des Vertrag von Lissabon, gründete 2012 die Partei Artikel 50; Bontes bis 16. Juni 2010; Madlener bis 19. September 2012 |
| Österreich             | Liste Dr. Martin                           | –                  | 3     | Hans-Peter Martin Martin Ehrenhauser Angelika Werthmann                                                               | Werthmann verließ Liste Martin im Juli 2010, gehörte vom 4. Juli 2012 bis 7. April 2014 der ALDE-Fraktion an; Ehrenhauser verließ im April 2011 die Liste Martin |
| Österreich             | Freiheitliche Partei Österreichs           | EAF                | 2     | Andreas Mölzer Franz Obermayr                                                                                         | |
| Österreich             | Bündnis Zukunft Österreich                 | –                  | 1     | Ewald Stadler | ab 7. Dezember 2011, Nachrücker durch Parlamentserweiterung durch den Vertrag von Lissabon; gründete Ende 2013 REKOS und trat der MELD bei |
| Rumänien               | Partidul România Mare                      | –                  | 3     | Claudiu Ciprian Tănăsescu Corneliu Vadim Tudor Dan Dumitru Zamfirescu                                                 | Tănăsescu bis 14. November 2010, dann S&D-Fraktion; Zamfirescu ab 9. Januar 2013 |
| Rumänien               | Partidul Noua Generație – Creștin Democrat | –                  | 3     | George Becali | gewählt auf der Liste der PRM, bis 18. Dezember 2012 |
| Rumänien               | Partidul Social Democrat                   | SPE                | 1     | Adrian Severin | ab 23. März 2011, zuvor S&D-Fraktion |
| Spanien                | Unión Progreso y Democracia                | –                  | 1     | Francisco Sosa Wagner                                                                                                 | |
| Ungarn                 | Jobbik                                     | AENM               | 3     | Béla Kovács Krisztina Morvai Csanád Szegedi                                                                           | |
| Vereinigtes Königreich | British National Party                     | AENM               | 2     | Nick Griffin Andrew Brons                                                                                             | Brons verließ im Oktober 2012 die BNP und gründete die British Democratic Party |
| Vereinigtes Königreich | Democratic Unionist Party                  | –                  | 1     | Diane Dodds | |
| Vereinigtes Königreich | UK Independence Party                      | –                  | 4     | Trevor Colman Mike Nattrass Nikki Sinclaire Godfrey Bloom                                                             | Colman bis 24. März 2011 EFD Nattrass bis 22. Juni 2010 und 11. Dezember 2012 bis 8. September 2013 EFD; gründete Ende 2013 An Independence from Europe; Sinclaire bis 17. Januar 2010 EFD, gründete im Herbst 2012 We Demand a Referendum Party; Bloom bis 8. Januar 2014 EFD, Vorsitzender der EAF                       |
| Vereinigtes Königreich | –                                          | –                  | 1     | Edward McMillan-Scott                                                                                                 | 20. Juli 2009 bis 11. Mai 2010; zuvor EKR-Fraktion, dann ALDE-Fraktion |